# Feliciano López
Feliciano López Diaz-Guerra (1981. szeptember 20. Toledo, Spanyolország) spanyol hivatásos teniszező. Karrierje során eddig egy egyéni, kettő páros ATP-címet szerzett. 2005-ben ő volt az első spanyol teniszező Manuel Orantes (1972) óta, aki Wimbledonban bejutott a negyeddöntőbe. Ez volt eddigi legjobb eredménye Grand Slam-tornákon. Legmagasabb világranglista-helyezése eddig a 15. volt, jelenleg a 29. helyen áll. 2008-ban Davis-kupa győzelemhez segítette hazáját, a világelső Rafael Nadal távollétében, a döntőben megnyerve kulcsfontosságú egyéni és páros meccsét is Argentína ellen.

## ATP-döntői

### Megnyert döntők
| Összesítés                                            | Összesítés |
| ----------------------------------------------------- | ---------- |
| Grand Slam-torna                                      | (0)        |
| ATP World Tour Masters 1000 / ATP Masters Series      | (0)        |
| ATP World Tour 500 Series / International Series Gold | (1)        |
| ATP World Tour 250 Series / International Series      | (2)        |
| ATP World Tour Finals / Tennis Masters Cup            | (0)        |

| No. | Dátum             | Torna                      | Borítás         | Ellenfél a döntőben | Döntő eredménye         |
| 1.  | 2004. október 11. | Bécs, Ausztria             | Kemény (fedett) | Guillermo Cañas     | 6-4, 1-6, 7-5, 3-6, 7-5 |
| 2.  | 2010. február 6.  | Johannesburg, Dél-Afrika   | Kemény          | Stephane Robert     | 7–5, 6–1                |
| 3.  | 2013. június 17.  | Eastbourne, Nagy-Britannia | Fű              | Gilles Simon        | 7–6(2),6(5)-7,6-0       |

### Elveszített döntők(7)
| No. | Dátum | Torna                         | Borítás | Ellenfél a döntőben | Döntő eredménye          |
| 1.  | 2004  | Dubaj, EAE                    | Kemény  | Roger Federer       | 6-4, 1-6, 2-6            |
| 2.  | 2005  | New Haven, USA                | Kemény  | James Blake         | 6-3, 5-7, 1-6            |
| 3.  | 2005  | Gstaad, Svájc                 | Salak   | Richard Gasquet     | 6(4)-7, 7(3)-6, 3-6, 3-6 |
| 4.  | 2008  | Dubaj, EAE                    | Kemény  | Andy Roddick        | 7-6(8), 4-6, 2-6         |
| 5.  | 2011  | Belgrád, Szerbia              | Salak   | Novak Đoković       | 6-7(4), 2-6              |
| 6.  | 2013  | Memphis, USA                  | Kemény  | Nisikori Kei        | 2-6, 3-6                 |
| 7.  | 2014  | The Queen’s Club, London, GBR | Fű      | Grigor Dimitrov     | 6(8)-7, 7-6(1), 7-6(6)   |

### Egyéni eredményei
| Tornák                 | 2001                   | 2002                   | 2003                   | 2004                   | 2005                   | 2006                   | 2007                   | 2008                   | 2009     | 2010     | 2011     | 2012 | 2013     | 2014     | Career WR | Career win–loss |
| ---------------------- | ---------------------- | ---------------------- | ---------------------- | ---------------------- | ---------------------- | ---------------------- | ---------------------- | ---------------------- | -------- | -------- | -------- | ---- | -------- | -------- | --------- | --------------- |
| Grand Slams            |                        |                        |                        |                        |                        |                        |                        |                        |          |          |          |      |          |          |           |                 |
| Australian Open        | A                      | A                      | 3R                     | 1R                     | 3R                     | 3R                     | 2R                     | 2R                     | 1R       | 3R       | 2R       | 4R   | 2R       | 3R       | 0 / 10    | 14–10           |
| Roland Garros          | 1R                     | 2R                     | 1R                     | 4R                     | 1R                     | 1R                     | 1R                     | 1R                     | 2R       | 1R       | 1R       | 1R   | 3R       | 2R       | 0 / 12    | 5–12            |
| Wimbledon              | A                      | 4R                     | 4R                     | 3R                     | QF                     | 1R                     | 3R                     | QF                     | 1R       | 3R       | QF       | 1R   | 3R       |          | 0 / 10    | 24–10           |
| US Open                | A                      | 2R                     | 1R                     | 3R                     | 2R                     | 2R                     | 4R                     | 1R                     | 1R       | 4R       | 3R       | 3R   | 3R       |          | 0 / 10    | 13–10           |
| ATP Masters Series     |                        |                        |                        |                        |                        |                        |                        |                        |          |          |          |      |          |          |           |                 |
| Indian Wells Masters   | A                      | A                      | 2R                     | 2R                     | 3R                     | 1R                     | 2R                     | 2R                     | 1R       | 3R       | 1R       | 2R   | 1R       | 4R       | 0 / 10    | 9–10            |
| Miami Masters          | A                      | 2R                     | 1R                     | 2R                     | 2R                     | 2R                     | 4R                     | 3R                     | 3R       | 3R       | 3R       | 2R   |          | 3R       | 0 / 11    | 16–11           |
| Monte Carlo Masters    | A                      | A                      | 2R                     | 2R                     | 1R                     | 2R                     | A                      | 1R                     | 1R       | 1R       | 2R       | 1R   |          |          | 0 / 9     | 4–9             |
| Rome Masters           | A                      | A                      | 1R                     | 1R                     | 1R                     | 1R                     | A                      | 1R                     | 2R       | QF       | 3R       | 1R   | 1R       | 1R       | 0 / 9     | 6–9             |
| Madrid Masters         | A                      | 3R                     | QF                     | 2R                     | 1R                     | 1R                     | QF                     | QF                     | 1R       | 3R       | 1R       | 2R   | 1R       | QF       | 0 / 11    | 15-11           |
| Canada Masters         | A                      | A                      | QF                     | 2R                     | 1R                     | 1R                     | 1R                     | 2R                     | 1R       | 1R       | 2R       |      | 1R       |          | 0 / 9     | 6-9             |
| Cincinnati Masters     | A                      | A                      | 2R                     | 2R                     | 1R                     | 1R                     | 1R                     | 1R                     | 1R       | 1R       | 2R       | 1R   | 3R       |          | 0 / 9     | 3–9             |
| Shanghai Masters       | Nem ATP Masters Series | Nem ATP Masters Series | Nem ATP Masters Series | Nem ATP Masters Series | Nem ATP Masters Series | Nem ATP Masters Series | Nem ATP Masters Series | Nem ATP Masters Series | SF       | 1R       | SF       | 3R   | 2R       |          | 0 / 3     | 8–3             |
| Paris Masters          | A                      | A                      | 2R                     | QF                     | 2R                     | A                      | 1R                     | 2R                     | 1R       | 1R       | 3R       | 1R   | 2R       |          | 0 / 8     | 8–8             |
| Hamburg Masters        | A                      | A                      | 2R                     | 1R                     | 2R                     | 1R                     | A                      | 1R                     | NM1      | NM1      | NM1      | NM1  | NM1      | NM1      | 0 / 5     | 2–5             |
| Olimpia                |                        |                        |                        |                        |                        |                        |                        |                        |          |          |          |      |          |          |           |                 |
| Nyári olimpia          | Not Held               | Not Held               | Not Held               | 3R                     | Not Held               | Not Held               | Not Held               | A                      | Not Held | Not Held | Not Held | 3R   | Not Held | Not Held | 0 / 1     | 2–1             |
| Év végi világranglista | 159                    | 62                     | 28                     | 25                     | 33                     | 79                     | 35                     | 30                     | 47       | 32       | 20       | 40   | 28       |          | N/A       | N/A             |